# Patrícia Bull
Patrícia Geraldes Barba Pinto Bull, mais conhecida por Patrícia Bull (Lisboa, 26 de junho de 1978), é uma modelo, atriz, locutora e dobradora portuguesa.

## Família
É filha de Rui Alberto Reis Pinto Bull (Bissau, Nossa Senhora da Candelária, 22 de Março de 1950), de origem Inglesa, Serra-Leonense, Portuguesa e Guineense, e de sua mulher de origem Alemã (casados em Lisboa, São Mamede, a 12 de Março de 1973) Luísa Maria Neto Geraldes Barba (Cascais, São Domingos de Rana, 10 de Setembro de 1950). Tem duas irmãs, Sofia Geraldes Barba Pinto Bull (mãe de Diogo Pinto Bull Rosa de Oliveira) e Mafalda Geraldes Barba Pinto Bull, gémeas, nascidas a 28 de Abril de 1980. É neta paterna de James Pinto Bull e de sua mulher Maria Domingas Borralho Reis.
Patrícia casou com Ricardo Gonçalves a 17 de Setembro de 2011. O casal foi pai de um rapaz, James, a 1 de Dezembro de 2012, em Lisboa. Três anos depois, a 25 de Dezembro de 2015, foram pais de uma menina, a Francisca.

## Biografia
Patrícia Bull fez o secundário em Boston, no Cohasset High School, e depois, licenciou-se em Jornalismo na Escola superior de Comunicação Social.
Em 1994/1995 fez um curso de formação em Teatro na Companhia Os Satyros, uma escola conceituada em São Paulo, Brasil.
Em 2004, Patrícia Bull fez uma participação especial na série televisiva da TVI Inspector Max, onde interpretou Carla. Interpretou o papel de Amélia em Floribella, em 2007.
Ficou em 2.º lugar na segunda temporada de Dança Comigo, um concurso da RTP1. Apresentou o Curto Circuito na SIC Radical.
Em 2009 participou na série Equador para a TVI e teve uma pequena participação no filme indiano Kaminey dirigido por Vishal Bhardwaj. Participou na novela Perfeito coração na SIC. Foi "Inês" em Regresso a Sizalinda (RTP1 - 2007), "Bia" em Pai à Força (2009-2010 RTP1), e em 2011 interpretou uma obstreta em Maternidade (2011- RTP1).
Patrícia Bull, em 2005, foi condecorada com o prémio "Melhor Actriz 2005", pela Academia Televisiva Portuguesa.

## Televisão
| Ano       | Nome                                        | Personagem                    | Produção                   |
| 2017      | Série cómica: Sim Chef                      | -                             | RTP                        |
| 2013      | Bem vindos a Beirais                        | -                             | SP Televisão               |
| 2013 2011 | Série dramática: Maternidade                | Rosa                          | SP Televisão               |
| 2010      | Série dramática: Regresso a Sizalinda       | Inês                          | RTP/TPA                    |
| 2010      | Telenovela: Perfeito Coração                | Vera                          | SP Televisão               |
| 2010      | Série dramática: Pai à Força                | Bia                           | SP Televisão               |
| 2010      | Mini-série: Tempo Final – A Armadilha       | Gabriela                      | Stopline                   |
| 2009      | Série histórica: Equador                    | Pombalina                     | Plural Entertainment       |
| 2009      | Série histórica: Conta-me como foi          | Tina                          | RTP                        |
| 2009      | Mini-série: Casos da Vida – Crime e Botox   | Lara                          | NBP Produções              |
| 2007      | Série: Ilha das cores                       | Narradora                     | RTP                        |
| 2007      | Série infantil: Floribella                  | Amélia Fritzenwalden          | Teresa Guilherme Produções |
| 2004      | Telenovela: Mistura Fina                    | Nivea Pereira                 | Fealmar                    |
| 2004      | Série policial: Inspector Max               | Carla (participação especial) | Fealmar                    |
| 2003      | Telenovela: Coração Malandro                | Carla Joaquim                 | Fealmar                    |
| 2002      | Telenovela: Sonhos traídos                  | Sara Melo                     | Fealmar                    |
| 2002      | Série: Um Estranho em Casa                  | Marta                         | NBP Produções              |
| 2000      | Série dramática: Super Pai                  | -                             | Fealmar                    |
| 2000      | Tele-filme: Mustang                         | Mulher do motorista           | Realizador: Leonel Vieira  |
| 2000      | Série histórica: A Febre do Ouro Negro      | Maria                         | Multicena                  |
| 1999      | Série dramática: Jornalistas                | Teresa                        | Globo Media, S.A.          |
| 1999      | Mini-série: Macau, as Duas Faces de Cláudia | -                             | RTP/TDM                    |
| 1998      | Série: Terra Mãe                            | Inês Sousa                    | NBP Produções              |
| 1997      | Telenovela: A Grande Aposta                 | Sara                          | NBP Produções              |
| 1996      | Telenovela: Filhos do Vento                 | Cliente do Café (figuração)   | NBP Produções              |

| Ano       | Nome                      | Produção                                             |
| 2014/2015 | PitStop                   | RTP Informação, RTP2, RTP África e RTP Internacional |
| 2014      | 3 por uma                 | RTP Internacional                                    |
| 2009      | Programa: Eco EDP         | SIC                                                  |
| 2001      | Talk show: Curto-Circuito | SIC Radical                                          |
| 2001      | Concurso: Danza Café      | RTP                                                  |

## Cinema
| Ano  | Nome                                       | Personagem               | Realizador                            |
| 2013 | Sei Lá                                     | Mariana                  | Joaquim Leitão                        |
| 2011 | Série de Ficção: Le Jour Où Tout à Basculé | Protagonista             | Julien Coubert – France 2             |
| 2010 | O Grande Kilapy                            | Rita                     | Zézé Gamboa                           |
| 2009 | Kaminey                                    | Vivian                   | UTV Motion Pictures                   |
| 2008 | Esta noite (Nuit de chien)                 | Femme de ménage          | Werner Schroeter                      |
| 2008 | Curta-metragem: O Outro Lado               | -                        | Universidade Moderna                  |
| 2006 | Lavado Em Lágrimas                         | Clara                    | Rosa Coutinho Cabral                  |
| 2004 | O Herói (The Hero)                         | Joana                    | Zézé Gamboa                           |
| 2004 | O Comprador de Pombas                      | -                        | Rosa Coutinho Cabral                  |
| 2004 | Curta-metragem: Medicina Sobre Rodas       | -                        | Curso de Cinema e Televisão do IEIATC |
| 2003 | Le pacte du silence                        | La mère de l'enfant noyé | Realizador: Graham Guit               |

## Teatro
| Ano  | Nome                                           | Encenação                              |
| 2014 | Hamlet da Silva                                | Eduardo Condurcet                      |
| 2011 | Goreti e os Homens de Cristal                  | Alexandra Sargento e Hugo Mestre Amaro |
| 2010 | Hamlet da Silva                                | Eduardo Condorcet                      |
| 2008 | Apenas Jardim                                  | Hugo Amaro                             |
| 2007 | (contra) Tempo                                 | Paula Sousa                            |
| 2007 | B.B. Bestas Bestiais                           | José Neves                             |
| 2006 | Perversos                                      | Marcantónio del-Carlo                  |
| 2004 | Morte e Vida Severina                          | Silnei Siqueira                        |
| 2003 | O Bôbo e a sua mulher esta noite na Pancomédia | João Lourenço                          |
| 1999 | Segredos de Cozinha                            | Cucha Carvalheiro                      |
| 1996 | Charlie and the chocolate factory              | Cohasset Community Hall, Boston, USA   |

## Série Online (enquanto apresentadora)
| Ano  | Nome               | Produção      | Realização                  |
| 2014 | De Mãos Dadas Com… | Patrícia Bull | Bruno Jesus e Victor Magano |

## Eventos (enquanto apresentadora)
| Evento                                                  | Instituição/Local     |
| Evento Metlife                                          | Lisboa                |
| Evento Entrega de Prémios                               | Zurich                |
| Apresentação Inova Ria                                  | Aveiro                |
| I Congresso Mundial de Salsa                            | Teatro Luis de Camões |
| Congresso Nacional de Epidemiologia e Registo de Cancro | IPO                   |
| II Festival de Publicidade                              | Espinho               |
| Gala “Novos Talentos”                                   | SIC                   |
| I Festival de Publicidade                               | Espinho               |

## Dobragens
| Ano  | Filme                                    | Personagem      | Produção        |
| 2012 | Zambézia                                 | -               | -               |
| 2010 | As Aventuras de Sammy                    | Tartaruga Rita  | VS2             |
| 2008 | Ponyo à Beira Mar                        | -               | -               |
| 2008 | Filme de animação: Donkie Xote           | Narradora       | Estúdios On Air |
| 2008 | Filme de animação: Winx                  | Bloom           | Estúdios On Air |
| 2008 | Filme de animação: Madagáscar            |                 |                 |
| 2007 | Filme de animação: Shrek                 | Bela Adormecida | Estúdios On Air |
| 2006 | Donkey Shot                              | Dulcineia       |                 |
| 2006 | Filme de animação: Open Season           | -               | Estúdios On Air |
| 2006 | Filme de animação: Pinguins (Happy Feet) | -               | Estúdios On Air |
| 2005 | Filme de animação: Robôs                 | Cappy           | -               |
| 2004 | Filme de animação: Garfield              | Liz             | -               |

## Locutora
| Marca/Empresa | Tipo/Programa         |
| ------------- | --------------------- |
| Vodafone      | campanha publicitária |
| Well's        | campanha publicitária |
| Tranquilidade | campanha publicitária |
| Nivea         | campanha publicitária |
| Midas         | campanha publicitária |
| Colgate       | campanha publicitária |
| Strada Outlet | campanha publicitária |
| La Redoute    | campanha publicitária |

## Livros
| Ano  | Nome             | Editora        |
| 2015 | A Lobinha Wolfie | Science Office |